# Petrorossia dobrogica
Petrorossia dobrogica är en tvåvingeart som beskrevs av Dusa 1966. Petrorossia dobrogica ingår i släktet Petrorossia och familjen svävflugor.
Artens utbredningsområde är Rumänien. Inga underarter finns listade i Catalogue of Life.